# Penn Central
De Penn Central (reporting mark PC) is een voormalige spoorwegmaatschappij in het noordoosten van de Verenigde Staten. Het bedrijf was het resultaat van een fusie tussen drie grote spoorwegbedrijven. De Penn Central verzorgde van 1968 tot 1976 goederen- en reizigersvervoer in een gebied dat strekte van Boston tot Washington en van New York tot Chicago.

## Aanloop tot de fusie
De spoorwegmaatschappijen Pennsylvania Railroad (PRR) en New York Central (NYC) kampten in de jaren 60 met grote problemen. Het reizigers- en goederenvervoer hadden sterk te lijden van de concurrentie van respectievelijk de luchtvaart en vrachtwagens. De reizigersdiensten drukten steeds meer op de begroting en leverden uiteindelijk verliezen op. De overheid had een sterk regulerende functie en bepaalde ook de goederentarieven, waardoor het moeilijk was om goed te concurreren met de andere vervoersoorten.
Daarnaast had de PRR weinig geïnvesteerd in modernisering van zijn infrastructuur; geld werd vooral in niet-spoorse dochterbedrijven geïnvesteerd en in de uitbetaling van dividend aan de aandeelhouders. Het bedrijf leefde uiteindelijk vooral van de inkomsten uit de dochterbedrijven en van de dividenden van de Norfolk & Western, een spoorwegmaatschappij waar de PRR aandelen in had.
De NYC had wel geïnvesteerd in modernisering van yards (rangeerterreinen) en in de aanleg van Centralized Traffic Control, een vorm van centrale verkeersleiding. De maatschappij kon hierdoor efficiënter en goedkoper werken en ontsloeg duizenden werknemers. Desondanks werd er weinig winst geboekt.
Beide maatschappijen zagen een fusie als enige oplossing om de problemen te boven te komen. Dit ging echter niet zonder slag of stoot en er moesten concessies worden gedaan om de fusie goedgekeurd te krijgen door de overheid. Zo kwam er baangarantie voor medewerkers van de beide maatschappijen en moest de failliete New York, New Haven and Hartford Railroad (New Haven) worden opgenomen in de nieuw te vormen maatschappij. Op 1 februari 1968 fuseerden PRR en NYC tot Penn Central; op 1 januari 1969 kwam de New Haven erbij.

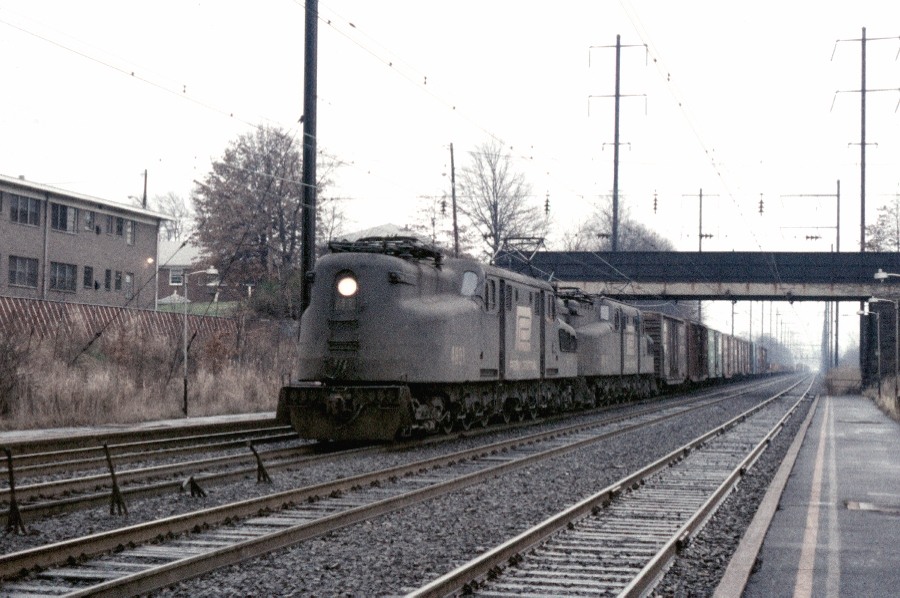
Penn Central 4801 & 4800, North Elizabeth NJ - 13 december 1975

## Faillissement
Al vanaf de eerste dag van de fusie waren er problemen. Spoorwegbedrijven uit het westen leverden niet, zoals hen was gevraagd, de wagens voor PRR en NYC apart aan, maar stuurden de wagens naar 'de' Penn Central: de yards van PRR en NYC kregen dus elkaars wagens te verwerken, maar waren daar logistiek nog niet op ingesteld. Ook mocht - wegens het ontbreken van afspraken met de vakbonden - het personeel van beide fusiepartners nog niet op elkaars sporen rijden. Tevens waren er te weinig goede verbindingen tussen beide spoorwegnetwerken om materieel efficiënt uit te kunnen wisselen. Ook waren er problemen met de verschillende computersystemen. Tot slot waren er wrijvingen tussen het personeel van PPR en NYC, hetgeen de samenwerking niet bevorderde.
Een groot voordeel van de fusie had het schrappen van parallelle routes en dubbele emplacementen moeten zijn. Omdat de Penn Central echter geen financiële middelen had, was het bijna onmogelijk om de gewenste aanpassingen in de infrastructuur aan te brengen. Daarnaast was de infrastructuur in een slechte staat en dat werd alleen maar erger, met snelheidsbeperkingen en ontsporingen tot gevolg. Er was ook een tekort aan (goed onderhouden) locomotieven.
Door de baangarantie voor de medewerkers van de fusiepartners was het niet mogelijk te snijden in het personeelsbestand. Er was een overschot aan personeel en omdat de lonen sterk stegen, bracht dit nog meer onkosten met zich mee voor het bedrijf.
Met geleend geld werd het bedrijf draaiende gehouden. Winsten uit dochterbedrijven (waaronder Six Flags) gingen op aan dividenden. In 1970 verloor het bedrijf een half miljoen dollar per dag en had een schuld van anderhalf miljard dollar opgebouwd. Op 21 juni ging Penn Central failliet: het grootste faillissement tot dan toe in de Amerikaanse geschiedenis.

## Het einde van de Penn Central
Het reizigersvervoer voor de lange afstand is in 1971 overgegaan naar Amtrak. Het forensenvervoer kwam terecht bij nieuwe maatschappijen die door de regionale overheden werden opgestart, zoals Metro-North Railroad en de Connecticut Department of Transportation. Penn Central kon nog doorgaan met het goederenvervoer dankzij de wettelijke bescherming voor failliete bedrijven. In 1976 nam het Congres een wet aan waarmee Penn Central werd genationaliseerd en op 1 april gingen Penn Central en enkele andere failliete maatschappijen op in het nieuwe Conrail.
Niet alles van Penn Central was echter verdwenen. De holding company had alleen het spoorbedrijf afgestaan aan Conrail: de vele dochterbedrijven waren nog steeds in eigen bezit. Door verkoop raakte het bedrijf uiteindelijk bijna al zijn spoorbezittingen kwijt en het ging zich volledig concentreren op de verzekeringsbranche. Op 25 maart 1994 veranderde Penn Central Corporation zijn naam in American Premier Underwriters (APU). In 1995 is APU gekocht door American Financial Group. Dit bedrijf bezit nog steeds een van de belangrijkste spoorwegmonumenten van Amerika: Grand Central Terminal in New York.